# Szymocice
Szymocice (niem. Schymotschütz, 1936-45 Simsforst) – wieś w Polsce położona w województwie śląskim, w powiecie raciborskim, w gminie Nędza.
W latach 1975–1998 miejscowość administracyjnie należała do województwa katowickiego.

## Nazwa

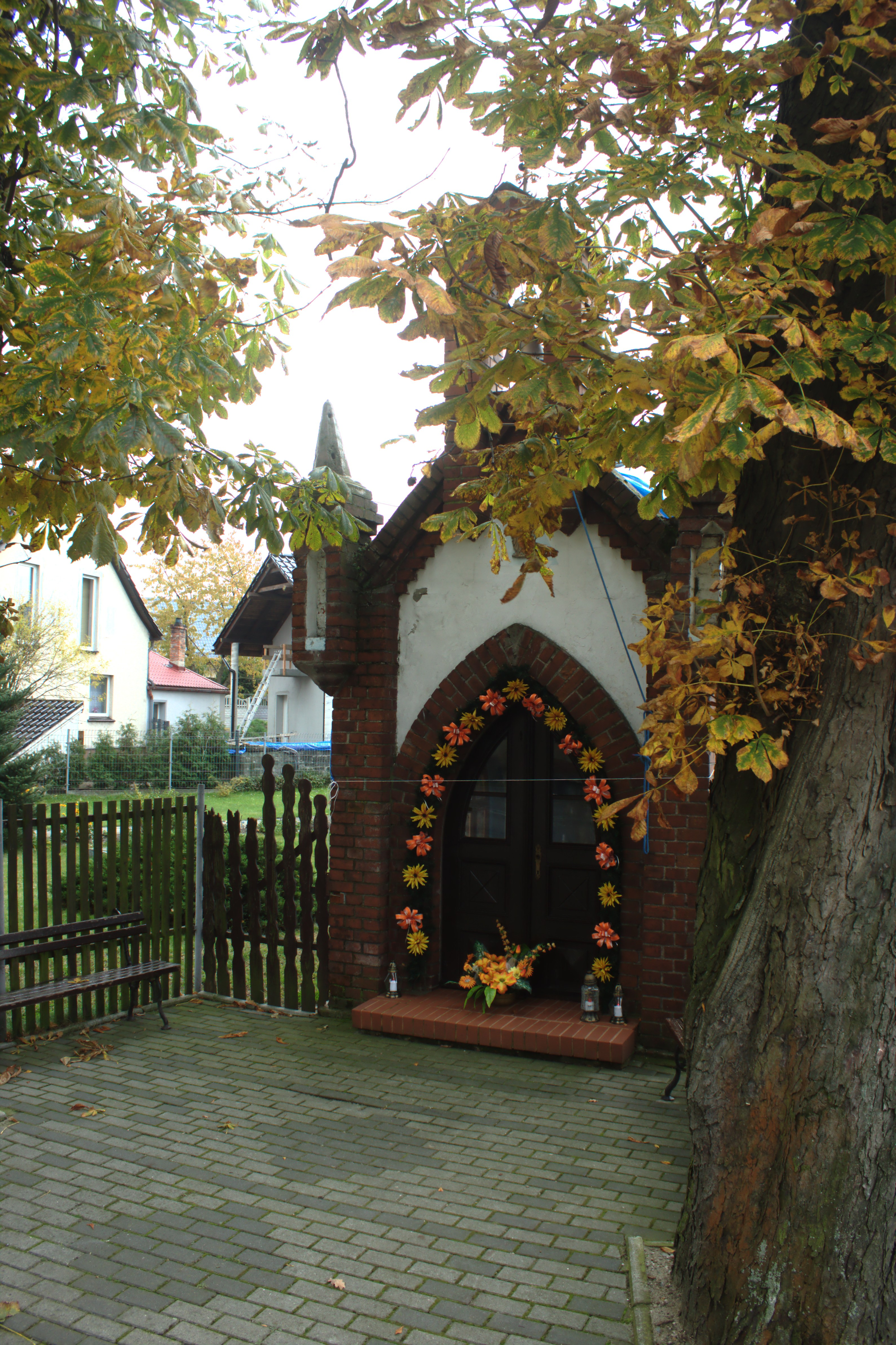
Neogotycka kapliczka przy ulicy Gliwickiej w Szymocicach

Właścicielem wsi był niejaki Samota. Heinrich Adamy zalicza nazwę miejscowości do grupy nazw patronomicznych wywodząc ją od biblijnego imienia Szymon. W swoim dziele o nazwach miejscowości na Śląsku wydanym w 1888 roku we Wrocławiu wymienia on jako najstarszą zanotowaną nazwę miejscowości Szymonowice podając jej znaczenie "Dorf des Simon" czyli po polsku "Wieś Simona" łacińskiego odpowiednika Szymona.

## Historia
Wieś powstała około roku 1300. Najstarsza wzmianka o miejscowości pochodzi z 1305 roku. Była osadą smolarską. We wsi znajdują się dwie kapliczki, jedna murowana z XIX wieku przy ul. Gliwickiej, druga drewniana z końca wieku XIX wieku z polichromowaną, drewnianą rzeźbą św. Jana Nepomucena. Pod koniec II wojny światowej na działce Jana Boszczona założono cmentarz.